# Mohylew III
Mohylew III (biał. Магілёў III; ros. Могилёв III) – stacja kolejowa w miejscowości Mohylew, w obwodzie mohylewskim, na Białorusi. Leży na linii Osipowicze - Mohylew - Krzyczew.